# Rhododendron anthosphaerum
Rhododendron anthosphaerum (лат.) — кустарники или небольшие деревья, вид рода Рододендрон (Rhododendron) семейства Вересковые (Ericaceae).
Китайское название: 团花杜鹃.

## Ботаническое описание
Вечнозелёные кустарники или небольшие деревья высотой 2—7 метра.
Молодые побеги железисто-чешуйчатые, шиповатые или нет. 
Черешок листа 5—10 мм, чешуйчатый и шиповатый; листовая пластинка кожистая, яйцевидная, яйцевидно-продолговатая или эллиптически-продолговатая, 3—8 × 1,5—3,5 см; основание закруглено; вершина острая; абаксиальная поверхность бледно-зелёная, чешуйки желтовато-коричневые или коричневые; аадсиальная поверхность тёмно-зелёная, редко чешуевидная, опушённая вдоль средней жилки. 
Соцветие терминальное, включает 2—5 цветков. Цветоножка 1—1,5 см, чешуйчатая, шиповатая или нет; венчик широко воронкообразный, колокольчатый, пурпурный или темно-пурпурно-красный, внутри с глубокими красными пятнами, 3—4 см, внешняя поверхность редко чешуйчатая, голая; тычинки не равные по длине, 2—3,6 см, длиннее венчика. 
Цветение в мае-июне. Семена созревают в сентябре-октябре.

## Экология
Леса на высотах 2200—3000 метров над уровнем моря. 

## Ареал
Китай (Сычуань).

## Синонимы
По данным The Plant List:
- Rhododendron anthosphaerum var. eritimum (Balf. f. & W.W. Sm.) Davidian
- Rhododendron anthosphaerum subsp. hylothreptum (Balf. f. & W.W. Sm.) Tagg
- Rhododendron chawchiense Balf. f. & Farrer
- Rhododendron eritimum Balf. f. & W.W. Sm.
- Rhododendron eritimum subsp. chawchiense (Balf. f. & Farrer) Tagg
- Rhododendron eritimum subsp. gymnogynum (Balf. f. & Forrest) Tagg
- Rhododendron eritimum subsp. heptamerum (Balf. f.) Tagg
- Rhododendron eritimum subsp. persicinum (Hand.-Mazz.) Tagg
- Rhododendron gymnogynum Balf. f. & Forrest
- Rhododendron heptamerum Balf. f.
- Rhododendron hylothreptum Balf. f. & W.W. Sm.
- Rhododendron persicinum Hand.-Mazz.